# 대덕대로
대덕대로는 대전광역시 서구 내동 안골네거리에서 시작하여 서구 둔산동, 유성구 도룡동, 송강동, 관평동, 대덕구 목상동을 통과하여 석봉동 신탄진네거리까지 연결된 도로이다.
둔산신도시가 발달하고, 1993년에 대전 엑스포가 개최되면서 발달한 도로이며, 유성구의 대덕테크노밸리, 대덕연구단지, 대전산업단지를 통과하는 도로이다. 2001년 도룡삼거리 - 신탄진네거리 구간이 대덕대로로 편입되었다. 안골네거리 ~ 신구교삼거리 구간은 국가지원지방도 제57호선의 일부이며, 화암네거리 ~ 신탄진네거리 구간은 국가지원지방도 제32호선의 일부이다.

## 도로 정보
- 왕복 6차로 (안골네거리 - 도룡삼거리), (화암네거리 - 신탄진네거리)
- 왕복 4차로 (도룡삼거리 - 화암네거리)

## 경유지
(배재로) - 안골네거리 - 큰마을네거리 - 파랑새네거리 - 둔산선사유적지 - 대덕대교 - 과학공원네거리 - 연구단지네거리 - 도룡삼거리 - 화암네거리 - 북대전 나들목 - 송강네거리 - 신구교 - 목상동 행정복지센터 - 신탄진네거리

## 노선
| 이름             | 접속 노선                           | 소재지        | 소재지        | 소재지                          | 비고                        |
| 배재로와 직결    | 배재로와 직결                       | 배재로와 직결 | 배재로와 직결 | 배재로와 직결                   | 배재로와 직결               |
| ---------------- | ----------------------------------- | ------------- | ------------- | ------------------------------- | --------------------------- |
| 안골네거리       | 배재로 동서대로                     | 대전광역시    | 서구          | 내동                            |                             |
| 괴정고가차도     |                                     | 대전광역시    | 서구          | 괴정동                          |                             |
| 큰마을네거리     | 국도 제32호선 (계룡로)              | 대전광역시    | 서구          | 갈마동                          | 국가지원지방도 제57호선구간 |
| 은하수네거리     | 둔산로                              | 대전광역시    | 서구          | 둔산동                          | 국가지원지방도 제57호선구간 |
| 파랑새네거리     | 대덕대로233번길 대덕대로234번길     | 대전광역시    | 서구          | 둔산동                          | 국가지원지방도 제57호선구간 |
| 방죽네거리       | 둔산북로                            | 대전광역시    | 서구          | 둔산동                          | 국가지원지방도 제57호선구간 |
| 정부청사역네거리 | 한밭대로                            | 대전광역시    | 서구          | 둔산동                          | 국가지원지방도 제57호선구간 |
| 선사유적네거리   | 청사로                              | 대전광역시    | 서구          | 월평동                          | 국가지원지방도 제57호선구간 |
| (이름없음)       | 월평북로                            | 대전광역시    | 서구          | 둔산동                          | 국가지원지방도 제57호선구간 |
| 만년네거리       | 둔산대로                            | 대전광역시    | 서구          | 만년동                          | 국가지원지방도 제57호선구간 |
| 대덕대교네거리   | 갑천도시고속도로                    | 대전광역시    | 서구          | 만년동                          | 국가지원지방도 제57호선구간 |
| 만년들네거리     | 만년로                              | 대전광역시    | 서구          | 만년동                          | 국가지원지방도 제57호선구간 |
| 대덕대교         |                                     | 대전광역시    | 유성구        | 가정동                          | 국가지원지방도 제57호선구간 |
| 과학공원네거리   | 엑스포로                            | 대전광역시    | 유성구        | 가정동                          | 국가지원지방도 제57호선구간 |
| 연구단지네거리   | 가정로                              | 대전광역시    | 유성구        | 신성동                          | 국가지원지방도 제57호선구간 |
| 도룡삼거리       | 문지로                              | 대전광역시    | 유성구        | 신성동                          | 국가지원지방도 제57호선구간 |
| 화암네거리       | 국가지원지방도 제32호선 (유성대로)  | 대전광역시    | 유성구        | 신성동                          | 국가지원지방도 제57호선구간 |
| 북대전IC네거리   | 고속국도 제251호선 호남고속도로지선 | 대전광역시    | 유성구        | 신성동                          | 국가지원지방도 제32호선구간 |
| 덕진교           |                                     | 대전광역시    | 유성구        | 관평동                          | 국가지원지방도 제32호선구간 |
| 미래로네거리     | 와룡로 테크노중앙로                 | 대전광역시    | 유성구        | 구즉동                          | 국가지원지방도 제32호선구간 |
| 송강동네거리     | 봉산로 테크노2로                    | 대전광역시    | 유성구        | 구즉동                          | 국가지원지방도 제32호선구간 |
| 신구교네거리     | 금남구즉로 갑천로                   | 대전광역시    | 유성구        | 구즉동                          | 국가지원지방도 제32호선구간 |
| 신구교           |                                     | 대전광역시    | 유성구        | 구즉동                          | 국가지원지방도 제32호선구간 |
|                  | 대덕구                              | 대전광역시    | 목상동        |                                 | 국가지원지방도 제32호선구간 |
| 들말네거리       | 대덕구                              | 대전광역시    | 목상동        | 대덕로1284번길                  | 국가지원지방도 제32호선구간 |
| 대덕산단네거리   | 대덕구                              | 대전광역시    | 목상동        | 문평서로 신일서로               | 국가지원지방도 제32호선구간 |
| 대덕경찰서네거리 | 대덕구                              | 대전광역시    | 목상동        | 대덕대로1417번길 신일동로33번길 | 국가지원지방도 제32호선구간 |
| 석봉네거리       | 대덕구                              | 대전광역시    | 목상동        | 덕암북로                        | 국가지원지방도 제32호선구간 |
| 신탄진굴다리     | 대덕구                              | 대전광역시    | 목상동        |                                 | 국가지원지방도 제32호선구간 |
| 신탄진네거리     | 대덕구                              | 대전광역시    | 목상동        | 국도 제17호선 (신탄진로)        | 국가지원지방도 제32호선구간 |
| 대청로와 직결    |                                     |               |               |                                 |                             |

## 자전거 전용 도로
큰마을네거리에서 대덕대교까지 5.8km의 구간에 자전거전용도로가 개설되었었다. 시내버스 승강장 인근은 과속방지턱이나 우회도로를 설치하여 차량으로부터 보호하고 대덕대교에는 노면에 철심을 박아 전용도로임을 표시하였었지만, 시장이 바뀌고 얼마 있지 않아 폐지되었다.